# Cristina Blázquez Bermejo
Cristina Blázquez Bermejo (natural de Huertas de Ánimas) es diplomada en Magisterio y fue alcaldesa de Trujillo de 2008 a 2011
Número 2 en las listas del PSOE, fue concejala de Educación en el Ayuntamiento de Trujillo desde 2007. En 2008, después de la dimisión de José Antonio Redondo Rodríguez tras el escándalo que provocó que fuera condenado por conducir ebrio, el PSOE decidió que fuera la candidata a la Alcaldía. Fue investida alcaldesa y gobernó en minoría hasta las elecciones municipales de 2011.
En 2011 no volvió a presentarse a la reelección, siendo sustituida por Fernando Acero, candidato por el PSOE, cuya lista solo obtuvo 3 concejales de los 13 que forman el Ayuntamiento.

## Cargos desempeñados
- Concejal en el Ayuntamiento de Trujillo (2007-2008)
- Alcaldesa de Trujillo (2008-2011)